# Xia Bu Jiang
Bu Jiang was volgens de traditionele Chinese historiografie de elfde heerser van de Xia-dynastie. Hij was de zoon van Xie, de tiende heerser van de dynastie. Zijn naam heeft twee lettergrepen en wijkt daarmee af van de namen van (bijna) alle andere koningen uit de Xia-dynastie, die slechts één lettergreep hebben. Volgens de Bamboe-annalen regeerde hij 59 jaar, waarna hij uit nederigheid de macht overdroeg aan zijn jongere broer Jiong. Hij was daarmee de enige heerser van de Drie dynastieën (Xia, Shang en Zhou) waarvan is overgeleverd dat hij vrijwillig aftrad. Zijn residentie werd niet vermeld.